# Baunilha (Colatina)
Baunilha é um distrito do município brasileiro de Colatina, no interior do estado do Espírito Santo. Segundo o censo demográfico de 2022, realizado pelo Instituto Brasileiro de Geografia e Estatística (IBGE), sua população era de 1 427 habitantes e havia 514 domicílios particulares permanentes ocupados.

## História
O povoado que de origem ao distrito se desenvolveu ao redor da estação ferroviária Baunilha, inaugurada pela Estrada de Ferro Vitória a Minas em 30 de agosto de 1906.
Baunilha recebeu diversos imigrantes italianos, entre eles famílias muito conhecidas e que se tornaram comerciantes de nome em todo o Espírito Santo. O distrito foi criado pela lei estadual nº 1.093 de 5 de janeiro de 1917.
A região era cenário de um plantio fértil das sementes de baunilha. Por isso, com o cultivo da planta a região ficou conhecida como Baunilha.

## Geografia

### Localização
O distrito está situado na região sudeste do município.

### População
Pelo Censo 2010 (IBGE) a população total do distrito era de 1 194 habitantes, e a população urbana era de 248 habitantes.